# اولمیتو اند اولمیتو (تگزاس)
اولمیتو اند اولمیتو (به انگلیسی: Olmito and Olmito) یک منطقهٔ مسکونی در ایالات متحده آمریکا است که در تگزاس واقع شده‌است. اولمیتو اند اولمیتو ۲۷۱ نفر جمعیت دارد.